# Altron
|  | Aquest article és sobre el poble d'aquest nom. Per a l'antic municipi, vegeu Altron (antic municipi), i per a l'empresa de videojocs, Altron (empresa de videojocs). |

Altron és un poble del terme municipal de Sort, a la comarca del Pallars Sobirà. Fins al 1976 fou cap de municipi propi.
Altron és a la Vall d'Àssua, sobre l'aiguabarreig del Riu de Caregue i el de Pamano. Està comunicat per la carretera de Sort a Llessui.
Són característiques d'aquest lloc l'església del segle xvii consagrada a Sant Serni i la Casa senyorial de Sobirà, residència de la família Moner, de grans dimensions i que té un important paller a l'entrada del poble "l'Ubla de Subirà". És la imatge més característica d'Altron.
Abans que es fessin les pistes d'esquí de Llessui la llum del poble era produïa per la Mola de Sall propietat de la Família Moner de casa Subirà i dels Betran de Surp. L'edifici de la Mola és d'una construcció ferma, i encara hi ha la maquinària de moldre blat i fer llum.
El nucli d'Altron té solament quatre carrers: el carrer Major, el carrer de la Font, el carrer del Cementiri i el carrer de les Tres Hortes. La Plaça Major, però, és força gran, la qual cosa sorprèn, ja que no acostumen a ser-ho en els petits pobles del Pallars Sobirà. Hi destaquen l'església parroquial de Sant Serni, i més de trenta cases amb nom conservat. Una d'elles, té la capella privada de la Immaculada.

## Etimologia
Segons Joan Coromines, Altron és un topònim ja romànic. Procedeix, senzillament d'Alt Tron, fent referència al serrat pla a l'extrem del qual està edificat el poble, que pel costat nord i est domina la Vall d'Àssua. Es tracta, doncs, d'un topònim romànic de caràcter descriptiu.

## Geografia

### El poble d'Altron
Altron es troba al límit nord d'un pla, penjat damunt la riba dreta del Barranc d'Altron. les cases del poble estan agrupades a l'entorn d'un sol carrer que adopta la forma d'una A, amb l'església de Sant Serni gairebé en el centre.

#### Cases d'Altron
Els noms de cases antigues d'Altron són els següents:
| - Casa Andreu - Casa Andorrà - Casa Anguiu - Casa Antoni - Casa Arnau - Casa Arreuer - Casa Aurella | - Casa Bernadí - Casa Botellot - Casa Caragol - Casa Cardaire - Casa el Cau - Casa Credo - Casa Filomena - Casa Gepa | - Casa Jonquiny - Casa Julià o Sobirà - Casa Mallo - Casa Mateu - Casa Mestre - Casa Nofre - Casa Oncle | - Casa Peret - Casa Pona - Casa Quet - La Rectoria - Casa Roquet - Casa Roc | - Casa Sança - Casa Sastre - Casa Sobirà o Julià - Casa Taupaire - Casa Ton - Casa Xica |

## Història

### Edat mitjana
Altron estigué integrat, al segle xii dins de la Baronia de Bellera, però més tard, i per la resta de l'edat mitjana, apareix en el Vescomtat de Castellbò, integrant-se en el Quarter de Rialb i la Vall d'Àssua.

### Edat moderna
El 1518 Altron retorna a la corona, la qual, anys després, cedeix la senyoria a Josep Sobirà, que té la seva casa pairal a Altron, sempre dins del marc del Vescomtat de Castellbò, on es mantingué fins a l'extinció dels senyorius, ja al segle xix.
En el fogatge del 1553, Altron declara 16 focs laics i 1 d'eclesiàstic (uns 85 habitants).

### Edat contemporània
Pascual Madoz dedica un article del seu Diccionario geográfico... a Altron. Explica que és una localitat amb ajuntament situada en el fons d'una vall circuïda per tres muntanyes molt altes, on la combaten amb molta freqüència principalment els vents del nord. El clima hi era frígid a l'hivern i molt calorós a l'estiu, però bastant sa. Tenia 30 cases distribuïdes en carrers, una escola de primeres lletres el mestre de la qual paguen els pares, església parroquial de Sant Sadurní amb rector proveït pel bisbe o el rei, segons el mes de l'any que s'ha de proveir. L'edifici de l'església és de qualitat i està ben conservat. El territori del poble, generalment montuós, abraçava uns 1.020 jornals, entre conreus i prats, alguns dels quals es reguen mitjançant séquies procedents de la Noguera Pallaresa. A les terres incultes abunden els arbres silvestres i les pastures per al bestiar. S'hi produeix bon blat, sègol, ordi, moltes patates, llegums, hortalisses i fruites, principalment pomes d'hivern. Hi havia bestiar (porcs, mulers, ovelles i cabres), així com bous per a les feines del camp. La població és de 20 veïns (caps de casa) i 140 ànimes (habitants).

## Escut antic

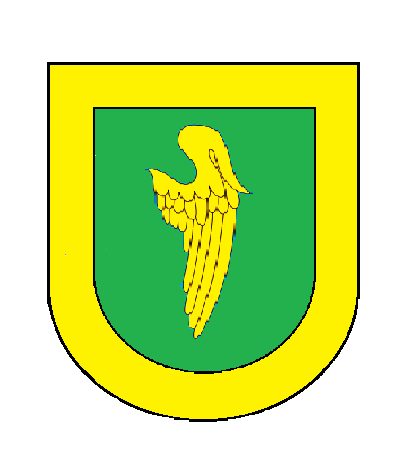
Escut antic d'Altron

L'escut antic d'Altron fou l'escut municipal del municipi fins que perdé vigència el 1976, en ser agrupats els antics termes d'Altron, Enviny, Llessui i Sort en el municipi de Sort, del mateix nom que l'antic, però considerablement més ampli. Fou substituït per l'escut antic de Sort en un primer moment, i més tard, el 2006, per l'actual.
Heràldicament, és un escut de sinople, una ala d'or, bordura d'or.

## Demografia
| 1857 | 1888 | 1900 | 1910 | 1920 | 1930 | 1940 | 1950 | 1960 | 1970 | 1981 | 1991 | 2000 | 2002 | 2004 | 2006 | 2008 | 2010 | 2011 |
| ---- | ---- | ---- | ---- | ---- | ---- | ---- | ---- | ---- | ---- | ---- | ---- | ---- | ---- | ---- | ---- | ---- | ---- | ---- |
| 205  | 171  | 144  | 158  | 159  | 162  | 143  | 115  | 104  | 71   | 49   | 36   | 36   | 39   | 45   | 53   | 57   | 59   | 55   |

## Economia
L'activitat principal del nucli és actualment l'hostaleria; compta amb dos hostals i un allotjament del tipus casa rural. L'activitat tradicional era la cria de vaques de llet, que encara es manté en algunes cases del poble. L'agricultura és només de farratge per als animals i els horts de les cases. Hi ha una petita indústria de fabricació artesana de formatges: la Peça d'Altron.

## Personatges cèlebres
L'escriptora Maria Barbal és originària de Casa Pona d'Altron i la seva obra Pedra de tartera narra una història del poble. Alguns dels personatges de Les veus del Pamano, de Jaume Cabré, són nascuts a Altron.
Montserrat de Moner, filla de Casa Sobirà d'Altron ha escrit Catorze generacions d'una casa pairal del Pallars, on ens aproxima a la transformació social, econòmica, històrica i cultural de la vall d'Àssua a través de les vivències dels habitants de tres nissagues familiars de casa Sobirà d'Altron: els Julià, els Subirà i els Moner, des de les acaballes del segle xv fins a l'inici del nou mil·lenni. Montserrat de Moner recupera aquestes històries individuals i col·lectives reconstruint el context, les tradicions i les emocions dels seus avantpassats. El pòrtic és de Ferran Rella i el pròleg de Laia Manonelles i Francesc Amorós.